# Summit Carriage-Mobile Company
Summit Carriage-Mobile Company war ein US-amerikanischer Hersteller von Automobilen.

## Unternehmensgeschichte
Das Unternehmen wurde 1907 in Waterloo in Iowa gegründet. Im gleichen Jahr begann die Produktion von Automobilen. Der Markenname lautete zunächst Farmer-Mobile und ab 1908 Summit. 1909 endete die Produktion.

## Fahrzeuge
Summit nutzte besondere Motoren. Es waren Ein-, Zwei-, Drei- und Vierzylindermotoren, die zwischen 8 und 40 PS leisteten. Es ist allerdings unklar, ob auch tatsächlich alle vier Motoren für die Fahrzeuge verwendet wurden.
Im Angebot standen Highwheeler. Überliefert ist ein Einzylindermotor mit 133,35 mm Bohrung, 127 mm Hub, 1774 cm³ Hubraum und 10 PS Leistung. Er trieb die Hinterachse an. Ein Differentialgetriebe ist explizit überliefert. Die Drehschemellenkung war völlig veraltet. Die offene Karosserie bot Platz für zwei Personen.